# Макулотестер
Макулотестер — это медицинское устройство, используемое для диагностики и лечения нарушений зрительной фиксации у пациентов с нецентральной зрительной фиксацией (НЦЗФ). Оно позволяет определить положение зрительного центра пациента и исследовать функциональное состояние желтого пятна сетчатки глаза, которое отвечает за центральное зрение.

## Принцип работы
Макулотестер использует явление фигуры Гайдингера, основанное на поляризационных свойствах нервных волокон в центре сетчатки глаза. При взгляде через устройство пациент видит вращающуюся фигуру, напоминающую «вертушку» или «лопасти», что позволяет оценить состояние центральной области сетчатки.
Если пациент видит эту фигуру, это свидетельствует о нормальном состоянии центральной ямки сетчатки. Устройство оснащено функциями управления скоростью вращения, реверсом (сменой направления вращения) и остановкой вращения для улучшения восприятия фигуры Гайдингера.

## Виды макулотестеров
Существует два основных типа макулотестеров:
- Стационарные макулотестеры — используются в клиниках и медицинских учреждениях. Эти устройства применяются офтальмологами для диагностики состояния жёлтого пятна и других заболеваний, таких как дегенерация макулы, центральные хориорениты и другие патологические состояния.
- Бытовые макулотестеры — предназначены для использования в домашних условиях. Эти устройства имеют дополнительные функции для удобства использования, например, возможность работы от батареек и компактная раскладная конструкция.

Так же макулотестеры делятся на два вида моделей:
- Окулярные макулотестеры — в данной модели пациент смотрит в окуляр на мишени находящиеся внутри прибора.
- Безокулярные макулотестеры — в данной модели пациент смотрит на мишени расположенные за прибором через специальное смотровое окно.

## Показания к применению
Макулотестеры применяются для:
- Диагностики поражений жёлтого пятна сетчатки, включая дегенерацию макулы и центральные хориорениты, особенно на ранних стадиях.
- Оценки функционального состояния жёлтого пятна, например, при глаукоме или перед операциями, когда затруднена офтальмоскопия[1].
- Лечения амблиопии, направленного на коррекцию зрительной фиксации с эксцентриситетом (фиксация взгляда на расстоянии от центра).
- Выявления центральной скотомы или отсутствия центральной фиксации.

## Методика проведения
Процедура с макулотестером включает несколько этапов:
1. Подготовка к процедуре: настройка устройства, подготовка пациента и объяснение задачи.
2. Инструктаж пациента: объяснение пациенту, как выглядит фигура Гайдингера и что от него требуется во время исследования.
3. Проведение исследования: пациент должен найти фигуру Гайдингера на мишени и указать её местоположение, что позволяет врачу оценить точность зрительной фиксации.
4. Анализ результатов: запись данных о направлении взгляда и положении фигуры Гайдингера относительно центральной точки.
5. Тренировка зрения: при лечении амблиопии макулотестер может использоваться для регулярных тренировок с целью улучшения центральной фиксации.

## Преимущества использования
Безокулярные макулотестеры обладают рядом преимуществ:
- Высокая эффективность лечения за счет обратной связи с пациентом.
- Простота поддержания мотивации к занятиям у детей.
- Возможность контроля эффективности процесса лечения.
- Возможность использования устройства в домашних условиях.
- Многообразие мишеней и игровая форма процесса, что снижает утомляемость и повышает интерес детей к тренировкам.
- Возможность проведения регулярных тренировок для улучшения центральной фиксации.